# Christian Matras (Philologe)

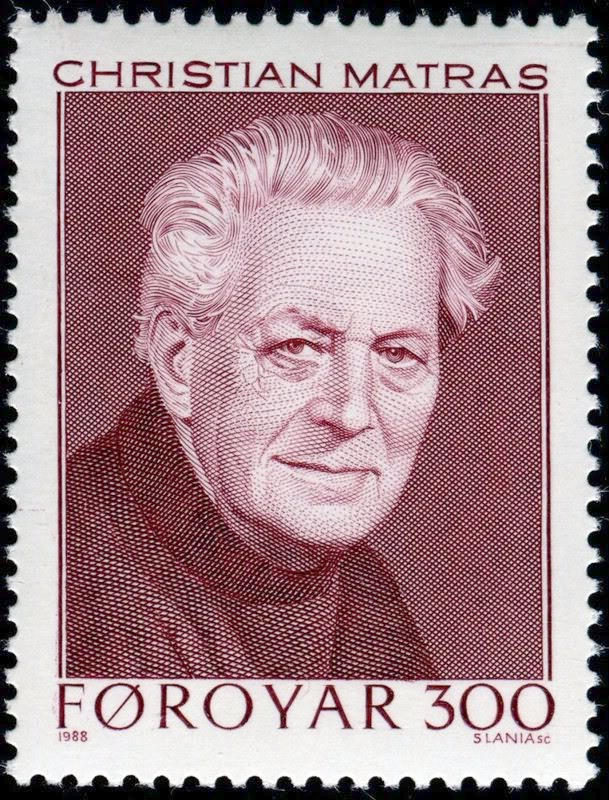
Nur wenige Monate vor seinem Tod wurde Christian Matras am 6. Juni 1988 mit einer Briefmarke vom Postverk Føroya geehrt.

Christian Matras (* 7. Dezember 1900 in Viðareiði, Färöer; † 16. Oktober 1988 in Tórshavn) war ein färöischer Linguist und Dichter. Er war der erste Färinger, der Professor wurde.
Zusammen mit William Heinesen (1900–1991), Jørgen-Frantz Jacobsen (1900–1938) und Heðin Brú (1901–1987) kennt man sie als die „vier Großen“ ihrer Generation auf den Färöern.

## Leben
Der Familienname Matras geht auf einen Einwanderer aus Frankreich zurück.
Christian Matras wurde 1900 im Dorf Viðareiði auf Borðoy ganz im Norden der Färöer geboren. Er besuchte dort die Grundschule, bis er 1912 in Tórshavn zur Realschule kam. Er war in einer Klasse mit Jørgen-Frantz Jacobsen und William Heinesen. 1917 machte er seinen Realschulabschluss. Im selben Jahr zog er nach Sorø in Dänemark, wo er 1920 sein Abitur machte.
Nach dem Abitur studierte Matras Skandinavistik an der Universität Kopenhagen. Er verbrachte auch ein Semester in Norwegen, wo er sich mit norwegischer Dichtung beschäftigte, die ihn sehr prägen sollte. 1928 machte er seinen Magister in Sprachwissenschaft, und 1933 promovierte er mit einer Abhandlung über die Ortsnamen auf den Färöern.
Ab 1936 arbeitete Christian Matras an der Universität Kopenhagen und wurde dort 1952 Professor für Sprachwissenschaft. Er war der erste Färinger, der jemals Professor wurde. Bis 2009 war er der einzige färöische Professor, der in Kopenhagen wirkte.
Erst 1965 kehrte Matras auf die Färöer zurück, wo er von Anfang an Leiter der färöischen Fakultät der Universität der Färöer war. Er war damals der einzige Professor auf den Färöern. 1971 wurde er aus Altersgründen pensioniert.
Christian Matras verstarb am 16. Oktober 1988. Ein paar Monate zuvor wurde er mit einer Briefmarke des Postverk Føroya geehrt.
Im Oktober 2006 bekam sein Geburtsort Viðareiði erstmals Straßennamen. Eine von den zwölf Straßen und Wegen trägt den Namen Kristjansgøta („Christiansstraße“) – nach Christian Matras.

## Werk
Christian Matras’ großes Werk umfasst färöische Literatur-, Sprach- und Kulturwissenschaft, aber er gilt nebenbei auch als einer der hervorragendsten Lyriker der Färöer. 
Besonderen Wert erlangte das Färöisch-Dänische Wörterbuch von 1928/1961, mit dem er schon als Student anfing. Es war über Jahrzehnte das einzige moderne Wörterbuch, mit dem sich die färöische Sprache und Literatur für die Außenwelt erschließen ließ. Mitherausgeber war Mads Andreas Jacobsen (1891–1944).
Von sprachgeschichtlichem Interesse sind Matras' Herausgaben von Jens Christian Svabos färöischem Wörterbuch Dictionarium Færoense, das fast 200 Jahre nur in Form von Manuskripten erhalten war, und Johan Henrik Schrøters Matthäus-Evangelium. Beide waren Pioniere der geschriebenen färöischen Sprache. Ihre eigentümlichen lautnahen Orthographien konnten sich aber nicht durchsetzen. 
Das monumentale Werk Føroya kvæði : corpus carminum Færoensium (CCF), das Svend Grundtvig und Jørgen Bloch im 19. Jahrhundert zusammengetragen haben, ist ein zeitloses Standardwerk der färöischen Tanzballaden. Der CCF enthält das kollektive mündliche Erbe der Färinger, das sie über Jahrhunderte in ihren Balladen in die Neuzeit retten konnten. Dieses siebenbändige Werk ist mit Kommentaren in deutscher Sprache versehen.
Matras wirkte an den meisten färöischen Schulbüchern der 30er-Jahre mit. Aus seiner Feder stammt ebenfalls die erste färöische Literaturgeschichte.
Bei seiner Rückkehr auf die Färöer hatte er eine große Zettelsammlung mit färöischen Vokabeln im Gepäck, sie wuchs an der färöischen Fakultät zu 500.000 heran und bildete den Grundstock des 1998 erschienenen Føroysk orðabók.

## Werkverzeichnis
- 1926: Grátt, kátt og hátt : yrkingar (Zeichnungen von William Heinesen) – 48 S. (Gedichtband)
- 1927–1928: Føroysk-donsk orðabók = Færøsk-dansk ordbog (Färöisch-Dänisches Wörterbuch, zusammen mit Mads Andreas Jacobsen, 469 S., weitere Ausgaben: 1961, Ergänzungsband 1974, 1977, 1995)
- 1933 – Heimur og heima : yrkingar – 59 S. (Gedichtband)
- 1935 – Føroysk bókmentasøga – 104 S. (färöische Literaturgeschichte)
- 1939 – Indledning til Svabos færøske visehaandskrifter – lxxxv S. (Einleitung zu Jens Christian Svabos Volksweisen-Handschriften)
- 1941 – Jørgen-Frantz Jacobsen. Gyldendals julebog – 45 S. (auf Dänisch mit Texten von Jacobsen)
- 1957 – Drunnur – 33 S.
- 1970 – Bygd og hav : myndir úr seglskipatíð (Bilder von Ingálvur av Reyni) – 16 S.
- 1972 –  Á hellu eg stóð : gamalt og nýyrkt – 103 S.
- 1975 – Av Viðareiði : fólk í huganum (Bilder von Fridtjof Joensen) – 14 S.
- 1978 – Úr sjón og úr minni (yrkingar) – („Aus eigener Betrachtung und Erinnerung“ – Gedichte)
  - 1986 – Úr sjón og úr minni – ørindi = Seeing and remembering – verse – 47 S. (Gedichte, Färöisch-Englisch)
- 1980 – Ulf Zachariasen (Hrsg.): Christian Matras : ritskrá í úrvali – 32 S.
- 1993 – Anne-Kari Skarðhamar (Übers.): Dikt fra Færøyene : et utvalg dikt – 120 S. (auf Norwegisch)
- 2000 – Martin Næs und Jóhan Hendrik W. Poulsen (Hrsg.): Greinaval – málfrøðigreinir – 353 S. – ISBN 99918-41-81-4 (linguistische Aufsätze)
- 2002 – Turið Sigurðardóttir (Hrsg.): Chr. Matras – aldarminning – 118 S.
- 2004 – Anne-Kari Skarðhamar (Hrsg.): Chr.Matras – Yrkingar : heildarsavn við yrkingum og týðingum – 397 S. – ISBN 99918-1-418-3 (Gedichtband)

### Übersetzungen
- 1972 – Jørgen-Frantz Jacobsen: Barba og harra Pál (Barbara)
- 1990 – Jonathan Swift: Ferð Gullivers til Pinkulingalands (Gullivers Reisen)

### Herausgaben
- 1930 – Føroysk fólkanøvn : navnalisti til leiðbeiningar (färöische Personennamen, zusammen mit Mads Andreas Jacobsen, 16 S.)
- 1939 – Føroysk lesibók (zusammen mit Hans A. Djurhuus und Mads Andreas Jacobsen – färöisches Lesebuch, 2 Bd.)
- 1941–1944 – Svend Grundtvig und Jørgen Bloch: Føroya kvæði : corpus carminum Færoensium (Band 2)
- 1944–1946 – Svend Grundtvig und Jørgen Bloch: Føroya kvæði : corpus carminum Færoensium (Band 3)
- 1946 – Svend Grundtvig und Jørgen Bloch: Føroya kvæði : corpus carminum Færoensium (Band 4.1)
- 1951–1963 – Svend Grundtvig und Jørgen Bloch: Føroya kvæði : corpus carminum Færoensium (zusammen mit Napoleon Djurhuus – Band 1)
- 1951–1953 – Johan Henrik Schrøter: J.H. Schrøters optegnelser af Sjúrðar kvæði
- 1966–1970 – Jens Christian Svabo: Dictionarium Færoense : færøsk-dansk-latinsk ordbog (2 Bände)
- 1967 – Svend Grundtvig und Jørgen Bloch: Føroya kvæði : corpus carminum Færoensium (Band 4.2)
- 1968 – Svend Grundtvig und Jørgen Bloch: Føroya kvæði : corpus carminum Færoensium (Band 5)
- 1972 – Svend Grundtvig und Jørgen Bloch: Føroya kvæði : corpus carminum Færoensium (Band 6) – ISBN 87-500-1170-7
- 1973 – Johan Henrik Schrøter: Evangelium Sankta Matteusar (Schrøters Matthäusevangelium von 1823 – 2 Bände)
- 1996 – Svend Grundtvig und Jørgen Bloch: Føroya kvæði : corpus carminum Færoensium (Band 7 – History, manuscripts, indexes / ed. by Michael Chesnutt & Kaj Larsen) – ISBN 87-7876-018-6

## Sekundärliteratur
- Anne-Kari Skarðhamar: Poetikk og livstolkning i Christian Matras’ lyrikk : med et tillegg om Matras og færøysk lyrikk. Unipub forlag, Oslo 2002 (Annales Societatis Scientiarum Færoensis: Supplementum; 31), ISBN 82-7477-086-2, ISBN 99918-41-31-8.
- Anne-Kari Skarðhamar: Det farlige, det frygtelige, det mægtige’. Christian Matras’ naturlyrik. In: Edda. 2001, S. 396–405.
- Anne-Kari Skarðhamar: ‘Hella, hugur og tið’ – tidserfaring i Christian Matras’ diktning. In: Nordisk litteratur og mentalitet. 2000. S. 485–92.
- Anne-Kari Skarðhamar: Growing up on the Edge of the Abyss. Childhood Impressions in the Poetry of Christian Matras. In: Scandinavica. XXXV, 1996, S. 71–104.
- W. Glyn Jones: Nature and Man in Christian Matras's Poetry. In: Scandinavica. XIX, 1980, S. 181–197.